# A Victim of Deceit
A Victim of Deceit è un cortometraggio del 1913: il nome del regista non viene riportato nei titoli. Prodotto dalla Kalem Company, il film fu interpretato da Alice Joyce e da Tom Moore.

## Trama
Giovane banchiere di successo, Wilbur Emmett rompe il fidanzamento con Beryl Ross perché trova che la ragazza sia troppo frivola. E chiede in moglie Fern Barclay. Furiosa, Beryl finge amicizia per la coppia, ma medita la vendetta. Tempo dopo, invita Fern al club dove fa giocare la donna a whist: Fern perde una grossa somma e la rivale la induce ad accettare un prestito, dandole una cambiale per pagare il debito contratto. Quando le chiede la restituzione del denaro, Fern cerca di tenere all'oscuro di tutto Wilbur. Quando lo incontra davanti a un banco dei pegni, finge di stare ad ammirare i gioielli esposti in vetrina, mentre invece stava per andare a impegnare i suoi gioielli. Beryl diventa tanto insistente, che Fern inscena una rapina in casa, per giustificare un ammanco. Wilbur chiama un detective che chiarisce la situazione: finalmente gli Emmett si rendono conto della vera natura dell'amicizia di Beryl.

## Produzione
Il film fu prodotto dalla Kalem Company nel 1913.

## Distribuzione
Venne distribuito nelle sale dalla General Film Company il 4 luglio 1913.